# Słoweńskie monety euro
Awersy słoweńskich monet euro

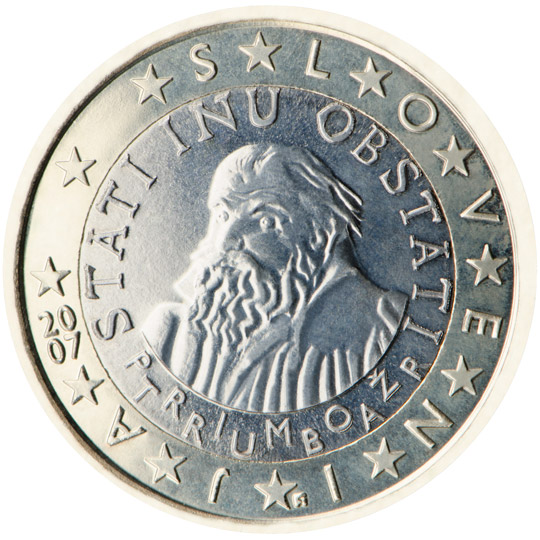
Moneta 1 euro

1 stycznia 2007 roku Słowenia przyjęła euro jako pierwsze z dziesięciu nowych państw Unii Europejskiej. Monety dla tego kraju są bite w Finlandii.
- 2 euro przedstawia profil France Prešerena oraz pierwsze słowa hymnu Słowenii.
- 1 euro przedstawia Primoža Trubara z inskrypcją Stati inu obstati (Stać i wytrzymać).
- 50 centów przedstawia górę Triglav z napisem Oj Triglav moj dom (Triglawie, mój domu).
- 20 centów przedstawia konie lipicańskie ze słoweńską nazwą rasy, Lipicanec.
- 10 centów przedstawia nigdy niewybudowany budynek parlamentu, zwany Katedrą wolności (Katedrala svobode), zaprojektowany przez Jože Plečnika.
- 5 centów przedstawia postać z obrazu Siewca pędzla Ivana Grohara(inne języki).
- 2 centy przedstawiają kamień książęcy (kamień intronizacyjny książąt karantańskich).
- 1 cent przedstawia bociana, jest to motyw, który występował na obowiązujących wcześniej tolarach.